# 아사마급 장갑순양함
아사마급 장갑순양함(浅間型装甲巡洋艦)는 일본 제국 해군이 1890년대 러일 전쟁 전에 영국에서 구입한 최초의 장갑순양함이다. 아사마급 함은 청일 전쟁 이후 66함대의 장갑순양함의 첫 확장 계획 제3기에 정비된 군함이다. 아사마급은 이 계획을 수립할 때 암스트롱 사에서 건조 중이던 수출용 일등 순양함을 급하게 구입했기 때문에 건축 계획에서 가장 젊은 그룹인데 66함대에서 가장 준공 연도가 오래된 함이 되었다. 이들 자매함들은 1904년에서 1905년 사이의 러일 전쟁에서 주요 4대 해전인 여순항 해전, 울산 해전, 황해 해전, 쓰시마 해전에 모두 참가했지만, 제1차 세계 대전에서는 미미한 역할 밖에 하지 못했다. 아사마는 1915년 초 독일의 통상파괴를 수색하다가 좌초되어 2년동안 수리를 해야 했다. 도키와는 칭다오 전투에 참전했으며, 또한 통상파괴를 수색했다. 두 함 모두 이후 전쟁 동안 연습함이 되었고, 전후에도 계속 그 역할을 담당했다.

## 개요
1896년 확장 계획은 1894년-95년까지 청일 전쟁이 끝난 이후에 수립되었으며, 4척의 추가 전함과 4척의 장갑함을 포함하고 있었다. 이것들 모두 외국에 발주를 해야 했는데, 일본에서는 이것들을 모두 수용할 수 있는 능력이 부족했기 때문이다. 러시아의 조함 프로그램을 고려해 볼 때 일본 제국 해군이 러시아 제국 해군과 맞서기에는 불충분하다는 결론이었다. 그러나 예산 문제는 추가적인 전함 주문을 어렵게 했고, 일본 해군은 결국 4~6척의 장갑순양함을 추가로 주문하기로 결정했다. 수정된 계획은 보통 ‘6.6 함대’로 알려져 있다. 이 함들은 청일 전쟁에서 패배한 청나라의 전쟁 배상금 3백만 파운드를 이용해 구매되었다. 통상파괴, 식민지나 무역로, 함선 보호를 위해 설계된 동시대의 대부분의 전함들과는 달리, 이 함선들은 함선으로 전선에 배치될 예정이었다.
1896년 6월, 당시 일본에 있던 앤드류 노블 준남작이 암스트롱 휘트워스에 2척의 재고 함선을 진수시켜 두라고 전보를 보냈다. 이후 초기의 칠레 순양함 오히긴스의 개선 판을 토대로 예비 설계에 들어갔다. 일본 해군이 8월 21일 최종 설계를 승인할 때까지 반복적인 수정이 이뤄졌다. 이 함들은 1,016톤 이상의 배수량과 무장이 더 단단해졌으며, 칠레의 순양함보다 약간 더 빨라졌다. 일본이 1897년 7월 6일까지 주문을 넣지는 않았지만, 이 급의 최초의 함이 10월에 진수되었다.

## 설계

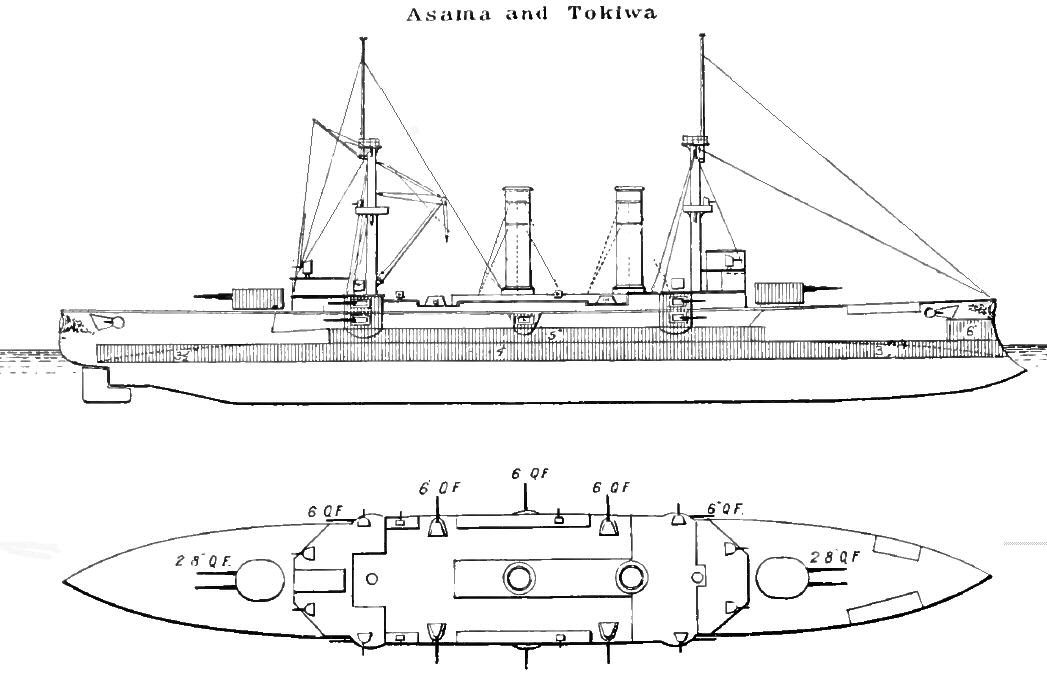
1902년의 계획선

선체 형상은 전형적인 평갑판급 선체이며, 능파성을 좋게 하기 위해 높은 건현을 가지고 있다. 함수에는 아직 충각이 붙어 있었다.
주포는 새롭게 설계된 203mm 45구경 포를 타원 원통형의 연장포탑에 거취시켜 두었다. 1번 주포탑, 사령탑을 통합한 조향 함교, 외기둥 뱃머리 돛대, 일정한 간격으로 늘어선 2개의 굴뚝 양쪽에 굵은 통풍통이 3개씩 총 6개가 서 있었다. 그 뒤에 함재정을 두고, 보트 크레인의 기지를 겸하는 외기둥 선미 2번 주포탑의 순서였다. ‘야쿠모’와 ‘아즈마’가 150mm 40구경 단장포를 12개 가지고 있는데 반해, 현측 중앙부에 1기씩 추가 되어 현마다 7개씩 총 14개가 있었다.
그 밖에 어뢰정을 대비하여 함수 · 함미와 상갑판에 80mm (40구경) 단장 속사포가 12개, 47mm 포는 152mm 부포가 늘었기 때문에 단장포 8기가 감소했다.

### 무장

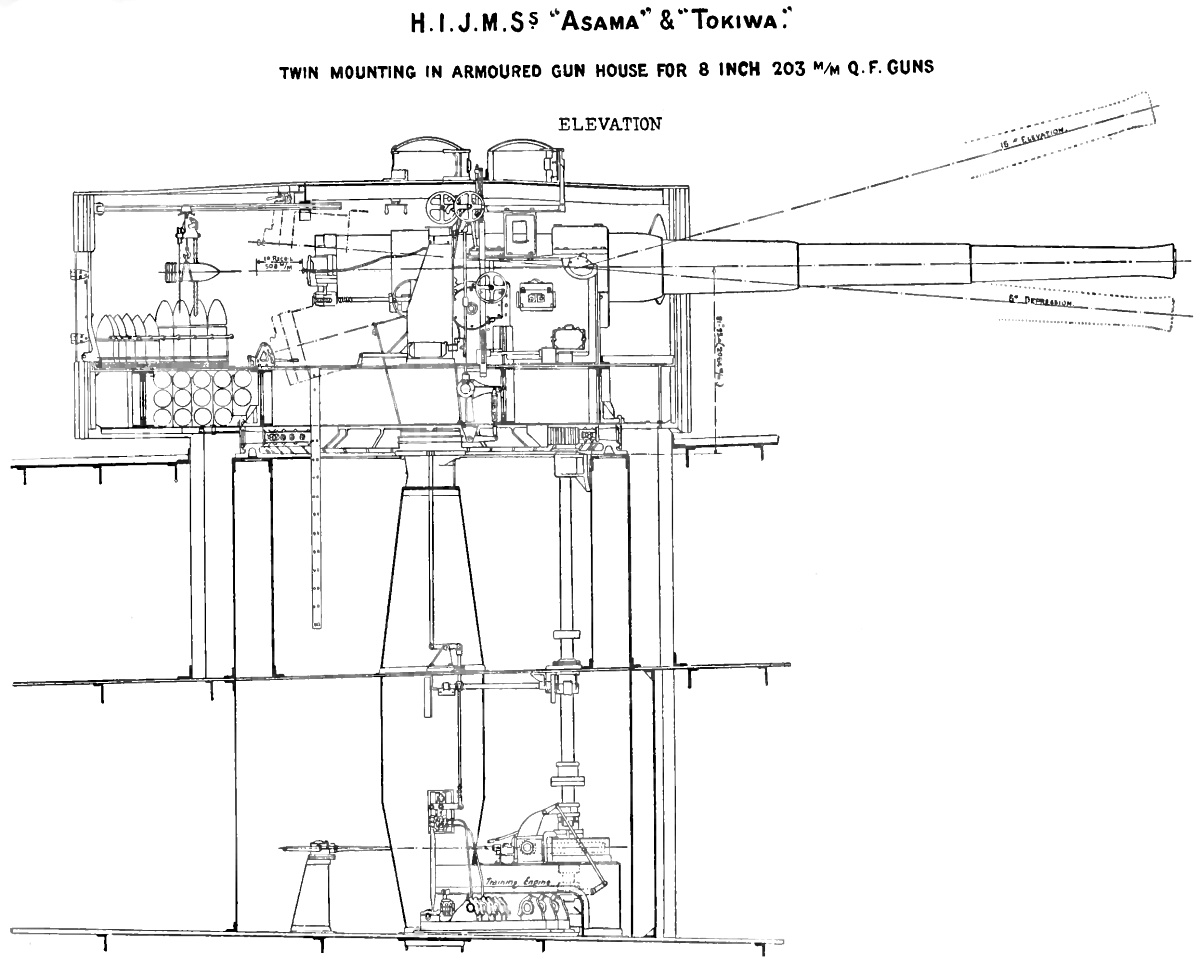
8인치 포 터넷의 교차부

아사마급의 주포는 새로 설계한 203mm (45구경) 포이다. 이것을 타원 원통형의 연장 포탑에 장착했다. 이 포탑 좌우 150도 선회수, 앙각 30도 · 부각 5도였다. 무게 113kg의 포탄을 분당 2발을 발사할 수 있었다.
사정거리는 앙각 30도에서 18,000m까지 발사할 수 있다. 부포는 1895년급 152mm (40구경) 포를 채용했다. 이 포는 분당 5발을 발사할 수 있지만, 숙련된 병사라면 7발까지 가능했다. 45.4kg의 포탄을 부앙 각도 앙각 20도 · 부각 5도, 앙각 20도에서 9,140m의 사정거리를 가지고 있었다.
그 밖에, 빗커스 사의 1894년형 80mm (40구경) 포를 단장포가 12개, 47mm 단장포를 8개, 8인치 어뢰발사관을 단장으로 함수부 위에 1기, 현측 부 수중에 4기를 장착했다.

### 기관
보일러는 석탄 전소 원형 깡통 12개였다. 여기 직립형 3단 팽창식 4기통 왕복기관 2기 2축 추진으로 출력 18,000마력에, 속력 21.5노트를 발휘했다. 항속 거리는 석탄 1,409톤, 속력 10노트로 7,000해리를 갈 수 있고, 연소 효율이 낮은 원형 깡통을 보충하기 위해 석탄 탑재량이 많았다.

### 기타
처음에는 전함 6척, 장갑순양함 4척으로 6.4 함대를 구성할 예정이었으나 러시아 함대의 증가세로, 영국에서 아사마급 등 2척을 구입한 결과, 66 함대가 되었다. 구입 시에는 선체의 건조가 상당히 진행되었지만 무장을 일본식으로 변경할 수 있었다. ‘아사마’는 1900년부터 1908년까지 연속으로 관함식을 초대하는 함으로 선정되었고, 이것은 일본 해군에서는 최고 기록이다.
아사마급 함 등 66 함대의 장갑순양함은 러일 전쟁에서의 전투를 치뤘을 뿐만 아니라 다이쇼에서 쇼와에 걸쳐서 연습 함대로 편성되어 사관학교 생도의 원양 항해를 교육하는 훈련함이 되었다.